# Erdbeben von Zhucheng und Changle in Shandong 70 v. Chr.
Das Erdbeben von Zhucheng und Changle in Shandong 70 v. Chr. ereignete sich am 1. Juni 70 v. Chr. im Gebiet von Zhucheng 诸城 und Changle 昌乐, Provinz Shandong, China. Das Hanshu berichtet darüber in seinem 27. Kapitel (Wuxingzhi). 
Aufgrund der verursachten Schäden ließ sich abschätzen, dass das Beben im Epizentrum die Stärke von ≥ IX auf der Mercalli-Skala erreichte. Darauf basierende Berechnungen ergaben eine Magnitude von ≥ 7.
Dem Hanshu zufolge sollen dabei über 6.000 Menschen getötet worden sein.